# Buk (Storpolen)
 For alternative betydninger, se Buk. (Se også artikler, som begynder med Buk)
Buk er en by i den vestlige centrale del af voivodskabet Storpolen i den vestlige centrale del af Polen. Byen har 5.718(2021) indbyggere og et areal på 2,96 km², og er en del af powiatet Poznań.

## Etymologi
Byens navn betyder "Bøg" på polsk, og byens flag viser en bøgegren og tre bøgeblade. Ifølge legenden døde Mieszko 1., den første kristne hersker i Polen, under et bøgetræ nær byen.

## History
Buk fik byrettigheder i 1289. Det var en privat kirkeby, administrativt beliggende i Powiat Poznań i Poznań voivodskab i Storpolen i Kongeriget Polens krone
Efter den fælles tysk-sovjetiske invasion af Polen, som startede 2. verdenskrig i september 1939, var Buk besat af Tyskland indtil 1945. Den 10. oktober 1939 henrettede tyskerne den polske parlamentariker Franciszek Górczak i Buk. I 1940 gennemførte besættelsesmagten udvisning af polakker, som blev deporteret til en transitlejr i Łódź, mens deres huse og værksteder blev overdraget til tyske kolonister som en del af Lebensraum-politikken. Den polske modstandsbevægelse var aktiv i Buk. Undergrundshæren Szare Szeregi trykte undergrundsaviser, udførte efterretninger, organiserede hemmelig polsk skolegang og hemmelige filmvisninger for unge osv.